# Ivan Van Sertima
Ivan Gladstone Van Sertima (26 de janeiro de 1935 - 25 de maio de 2009) foi um professor associado britânico nascido na Guiana especialista em Estudos Africanos na Universidade Rutgers, nos Estados Unidos.
Van Sertima aposentou-se em 2006. Ele morreu em 25 de maio de 2009 aos 74 anos  A sua viúva, Jacqueline Van Sertima, disse que continuaria a publicar o Journal of African Civilizations e que planejava publicar um livro com as poesias dele.
Ele era mais conhecido por suas especulações da origem alternativa olmeca, um tipo de teoria de contato pré-colombiana, que ele propôs em seu livro They Came Before Columbus (1976). Embora sua teoria olmeca tenha "se espalhado amplamente na comunidade afro-americana, tanto leiga quanto acadêmica", ela foi amplamente ignorada nos estudos mesoamericanistas e foi rejeitada como pseudoarqueologia afrocêntrica  e pseudo-história com o efeito de "roubar culturas nativas americanas".Fritze, Ronald (1994). «Goodbye Columbus? The Pseudohistory of Who Discovered America». Skeptic. 2 (4): 88–97. Consultado em 12 Novembro 2019

## Biografia
Van Sertima nasceu em Kitty Village, perto de Georgetown, no que era então a colônia da Guiana Inglesa (atual Guiana). Ele manteve sua cidadania britânica ao longo de sua vida. Concluiu o ensino primário e secundário na Guiana e começou a escrever poesia.  Frequentou, a partir de 1959, Escola de Estudos Orientais e Africanos (SOAS) da Universidade de Londres. Além de sua escrita criativa, Van Sertima completou seus estudos de graduação em línguas e literatura africanas na SOAS em 1969, onde se formou com louvor.  
De 1957 a 1959, Van Sertima trabalhou como Oficial de Imprensa e Radiodifusão nos Serviços de Informação da Guiana. Durante a década de 1960, trabalhou por vários anos no Reino Unido como jornalista, fazendo transmissões semanais para o Caribe e África. Sertima casou-se com Maria Nagy em 1964; eles vieram a adotar dois filhos, Larry e Michael.
Ao fazer trabalho de campo na África, ele compilou um dicionário de termos jurídicos suaíli em 1967. Em 1970, Van Sertima imigrou para os Estados Unidos, onde ingressou na Universidade Rutgers em New Brunswick, Nova Jersey, para fazer pós-graduação. 
Van Sertima completou seu mestrado na Rutgers em 1977. Tornou-se Professor Associado de Estudos Africanos na Rutgers no Departamento de Estudos Africanos em 1979.  Também em 1979, Van Sertima fundou o Journal of African Civilizations, que editou durante décadas.  
Depois de se divorciar da primeira esposa, Sertima casou-se novamente em 1984, com Jacqueline L. Patten, que teve duas filhas.

## Obra
Van Sertima publicou seu They Came Before Columbus em 1976, como estudante de graduação da Rutgers. O livro trata principalmente de seus argumentos em favor de uma origem africana da cultura mesoamericana no hemisfério ocidental.  Publicado pela Random House, They Came Before Columbus foi um best-seller  e alcançou ampla repercussão dentro da comunidade afro-americana por suas reivindicações de contato africano pré-histórico e difusão da cultura na América Central e do Sul. Foi geralmente "ignorado ou rejeitado" pelos especialistas acadêmicos da época e fortemente criticado, e em detalhes, na revista acadêmica Current Anthropology, em 1997.
Publicou várias compilações anuais, volumes da revista Journal of African Civilizations que tratam de vários temas da história africana. O seu artigo "The Lost Sciences of Africa: An Overview" (1983) discute os primeiros avanços africanos na metalurgia, astronomia, matemática, arquitetura, engenharia, agricultura, navegação, medicina e escrita. Ele postulou que o ensino superior, na África como noutros lugares, era domínio das elites nos centros das civilizações, tornando-as vulneráveis no caso da destruição desses centros e da perda de tal conhecimento. Van Sertima também discutiu as contribuições científicas africanas num ensaio para o volume African Renaissance, publicado em 1999 (ele publicou esse ensaio pela primeira vez em 1983). Este foi um registo da conferência realizada em Joanesburgo, África do Sul, em Setembro de 1998 sobre o tema do Renascimento Africano.
Em 7 de julho de 1987, Van Sertima testemunhou perante um comitê do Congresso dos Estados Unidos para se opor ao reconhecimento do 500º aniversário da "descoberta" das Américas por Cristóvão Colombo . Ele disse: "Você realmente não pode imaginar o quão insultuoso é para os nativos americanos... saber que foram 'descobertos'." 

### They Came Before Columbus: The African Presence in Ancient America(1976)
Neste livro, Ivan Van Sertima explora sua teoria de que os africanos chegaram ao continente e tiveram influência significativa sobre os povos nativos da Mesoamérica, principalmente a civilização olmeca. Van Sertima consegue isso por meio de capítulos que dependem fortemente de uma narrativa dramática. Esta técnica, bem como a ambiguidade das evidências utilizadas por Van Sertima, levaram à rejeição do seu trabalho como pseudociência ou pseudoarqueologia. Este trabalho foi publicado pela Random House e não passou por processo de revisão por pares.
Van Sertima alcançou públicos maiores através de capítulos narrados por figuras do passado, incluindo Cristóvão Colombo e o rei do Mali, Abu Bakr II . Ao fazer isso, as anedotas de fontes primárias são muitas vezes as evidências citadas por Van Sertima combinadas com inferência e exagero, embora ele dê a entender aos seus leitores que a narrativa é baseada em fatos. No Capítulo 5, denominado "Entre os Quetzalcoatls", Van Sertima narra a chegada de Abu Bakr II a uma civilização asteca no México em 1311, descrevendo o rei do Mali como "um verdadeiro filho do sol queimado por seus raios" de forma direta e comparação explícita com o "deus do sol" asteca Quetzalcoatl, como escreve Van Sertima. Esta interação não está enraizada em evidências históricas e Van Sertima não oferece uma fonte citada para apoiar a sua narrativa. Este é um dos muitos exemplos das teorias de Van Sertima de que as mitologias mesoamericanas são baseadas nas teorias de contato africanas pré-colombianas.
Entre os capítulos narrativos, Van Sertima desenvolve as suas principais afirmações sobre o contacto africano com as Américas num estilo de ensaio e inclui imagens de artefatos, que consistem principalmente em fotografias de cabeças de cerâmica que, segundo Van Sertima, têm características africanas. Van Sertima também inclui fotos de um homem e uma mulher africanos para comparação, mas não inclui fotos de habitantes da área onde os artefatos foram encontrados. Van Sertima concentra-se especificamente nas cabeças colossais olmecas, dizendo que as características das faces de pedra são "indiscutivelmente" africanas, enquanto especialistas mesoamericanos como Richard Diehl desconsideram esta afirmação, pois as estátuas são estilizadas e geralmente aceitas como representando mesoamericanos nativos.
Van Sertima argumenta que o contato africano provavelmente aconteceu mais de uma vez. No Capítulo 4, “Africanos do outro lado do mar”, Van Sertima explora inúmeras maneiras pelas quais ele afirma que os africanos poderiam ter viajado de barco para a América do Sul e Central. Van Sertima escreve sobre tecnologia naval, dizendo que mesmo os navios egípcios mais antigos eram robustos o suficiente para cruzar o Atlântico nas correntes que vão do noroeste da África até as Américas.
Um capítulo também é dedicado à presença de cabaças originárias da África encontradas em antigas sepulturas mesoamericanas. Especialistas determinaram que as cabaças flutuaram através do Atlântico e chegaram à costa das Américas para serem adotadas pelas culturas mesoamericanas. Mais tarde, ele discute cachimbos esculpidos encontrados em sítios arqueológicos mesoamericanos, sugerindo que o uso de cachimbos para fumar deve ter sido uma prática herdada de visitantes africanos ou asiáticos.
Van Sertima também dedica uma parte considerável do livro à interação de culturas dentro da África, com os capítulos 7 e 8, intitulados “África Negra e Egito” e “Os Reis Negros da 25ª Dinastia ”, nos quais ele explora o Ocidente e o Sul. A influência do homem africano na antiga civilização egípcia. Ele dedica o Capítulo 8 à discussão das inovações benéficas e do florescimento da cultura sob os governantes núbios no Egito. Estes capítulos servem para apoiar o seu argumento sobre as contribuições que as culturas africanas, especificamente as culturas negras africanas, deram às culturas e civilizações mundiais.
Van Sertima afirma perto do final do livro que todas as civilizações são capazes de invenção independente, e que pretende colocar as suas reivindicações no espectro entre o difusionismo e o isolacionismo, ou a ideia de que culturas separadas geograficamente são capazes de inventar coisas semelhantes sem interação entre elas. No entanto, alguns dos maiores pontos de apoio de sua teoria atribuem as pirâmides mesoamericanas, a mumificação, o simbolismo, a mitologia, a tecnologia do calendário e grande parte da arte à influência e orientação africanas. Críticos de antropologia e arqueologia afirmaram que They Came Before Columbus retrata os povos nativos da Mesoamérica como inferiores e incapazes de desenvolver civilizações, culturas e tecnologias altamente sofisticadas sem a influência dos africanos que chegam de barco como “deuses” aos seus olhos, como diz Van Sertima.

## Recepção
O trabalho de Van Sertima sobre a civilização olmeca foi criticado por acadêmicos sobre a Mesoamérica, que descrevem suas afirmações como infundadas e falsas. O Journal of African Civilizations de Van Sertima não foi considerado para inclusão nos Journals of the Century. Em 1997, acadêmicos em um artigo do Journal of Current Anthropology criticaram detalhadamente muitos elementos de They Came Before Columbus (1976). Exceto por uma breve menção, o livro não havia sido resenhado anteriormente em uma revista acadêmica. Os pesquisadores escreveram uma refutação sistemática das afirmações de Van Sertima, afirmando que a "proposta de Van Sertima era infundada" ao reivindicar a difusão africana como responsável pela cultura olmeca pré-histórica (no atual México). Eles observaram que nenhum “artefato africano genuíno foi encontrado em uma escavação arqueológica controlada no Novo Mundo”. Eles notaram que as cabeças de pedra olmecas foram esculpidas centenas de anos antes do contato alegado e apenas superficialmente parecem ser africanas; os núbios que Van Sertima afirmou serem seus criadores não se parecem com esses "retratos". Observaram ainda que, na década de 1980, Van Sertima mudou a sua linha do tempo da influência africana, sugerindo que os africanos fizeram o seu caminho para o Novo Mundo no século X a.C., para dar conta dos estudos independentes mais recentes sobre a datação da cultura olmeca.
Eles ainda chamaram de "falaciosas" suas afirmações de que os africanos haviam difundido as práticas de construção de pirâmides e mumificação, e notaram a ascensão independente destas práticas nas Américas. Além disso, eles escreveram que Van Sertima "diminuiu as verdadeiras conquistas da cultura nativa americana" por suas reivindicações de origem africana para eles.
Van Sertima escreveu uma resposta para ser incluída no artigo (como é prática acadêmica padrão), mas retirou-a. A revista exigia que as reimpressões incluíssem o artigo inteiro e teria que incluir a resposta dos autores originais (escrita, mas não publicada) à sua resposta. Em vez disso, Van Sertima respondeu aos seus críticos em Early America Revisited (1998).
Em uma resenha do New York Times de 1977 do livro de Van Sertima de 1976, They Came Before Columbus, o arqueólogo Glyn Daniel rotulou o trabalho de Van Sertima como "lixo ignorante" e concluiu que os trabalhos de Van Sertima e de Barry Fell, a quem ele também estava resenhando, “dão-nos teorias mal argumentadas baseadas em fantasias”. Em resposta à crítica de Daniel, Clarence Weiant, que trabalhou como arqueólogo assistente especializado em cerâmica em Tres Zapotes e mais tarde seguiu carreira como quiroprático, escreveu uma carta ao New York Times apoiando o trabalho de Van Sertima. Weiant escreveu: "O trabalho de Van Sertima é um resumo de seis ou sete anos de pesquisa meticulosa baseada em arqueologia, egiptologia, história africana, oceanografia, astronomia, botânica, raros manuscritos árabes e chineses, cartas e diários dos primeiros exploradores americanos, e o observações de antropólogos físicos.... Como alguém que está imerso na arqueologia mexicana há cerca de quarenta anos e que participou na escavação das primeiras cabeças gigantes, devo confessar que estou completamente convencido da solidez das conclusões de Van Sertima."  
Em 1981, Dean R. Snow, professor de antropologia, escreveu que Van Sertima "usa a técnica agora familiar de reunir pedaços de evidências cuidadosamente selecionadas, cada uma removida cirurgicamente do contexto que lhe daria uma explicação racional". Snow continuou: "As descobertas de arqueólogos profissionais e antropólogos físicos são deturpadas de modo que parecem apoiar a hipótese [de Van Sertima]".
Em 1981, They Came Before Columbus recebeu o "Prêmio Literário Clarence L. Holte".  Sertima foi incluída no "Rutgers African-American Alumni Hall of Fame" em 2004.